# Juvenes Translatores
Juvenes Translatores (Latijn voor "jonge vertalers") is een vertaalwedstrijd voor leerlingen van middelbare scholen in de Europese Unie (EU). De wedstrijd wordt georganiseerd door het directoraat-generaal Vertaling (DGT) van de Europese Commissie en werd voor het eerst gehouden in 2007.

## Doel
Met de Juvenes Translatores-wedstrijd wil de Europese Commissie aandacht vragen voor:

- het leren van talen
- meertaligheid
- een carrière als vertaler.

Het doel is om jonge mensen bewust te maken van het feit dat talen bijdragen tot een betere communicatie en een betere verstandhouding tussen de inwoners van Europa. Verschillende talen leren is belangrijk om meertaligheid en begrip voor andere culturen te bevorderen. Ten slotte biedt studeren voor vertaler heel wat perspectieven, omdat er steeds meer vertalers nodig zijn in Europa.

## Basisreglement
Juvenes Translatores is een jaarlijkse wedstrijd, die openstaat voor leerlingen die in dat jaar 17 worden. De deelnemers vertalen een tekst van één pagina van en naar een van de 24 officiële talen van de EU, wat maar liefst 552 mogelijke talencombinaties geeft. Ze mogen geen elektronische hulpmiddelen gebruiken, alleen gedrukte woordenboeken. Elke school gelegen in een EU-land mag maximaal vijf leerlingen van om het even welke nationaliteit inschrijven. Het aantal scholen dat uiteindelijk deelneemt, hangt af van het aantal zetels dat elk land heeft in het Europees Parlement (samen 751).
| EU-land             | Aantal scholen dat kan deelnemen |
| ------------------- | -------------------------------- |
| België              | 21                               |
| Bulgarije           | 17                               |
| Cyprus              | 6                                |
| Denemarken          | 13                               |
| Duitsland           | 96                               |
| Estland             | 6                                |
| Finland             | 13                               |
| Frankrijk           | 74                               |
| Griekenland         | 21                               |
| Hongarije           | 21                               |
| Ierland             | 11                               |
| Italië              | 73                               |
| Kroatië             | 11                               |
| Letland             | 8                                |
| Litouwen            | 11                               |
| Luxemburg           | 6                                |
| Malta               | 6                                |
| Nederland           | 26                               |
| Oostenrijk          | 18                               |
| Polen               | 51                               |
| Portugal            | 21                               |
| Roemenië            | 32                               |
| Slovenië            | 8                                |
| Slowakije           | 13                               |
| Spanje              | 54                               |
| Tsjechië            | 21                               |
| Verenigd Koninkrijk | 73                               |
| Zweden              | 20                               |
| Totaal              | 751                              |

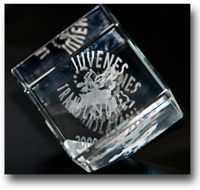

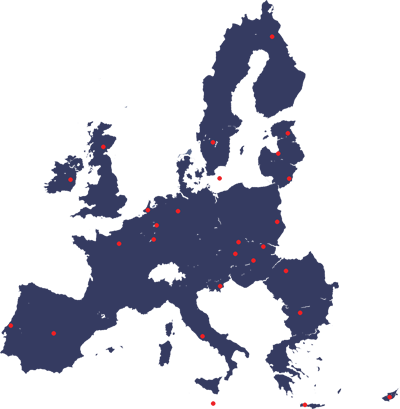

Als in een land zich meer scholen aanmelden, bepaalt de Commissie door loting wie kan deelnemen. Vertalers van DGT beoordelen de vertalingen en kiezen per land één winnaar. Alle 28 winnaars worden uitgenodigd op de prijsuitreiking in Brussel.

## Kalender

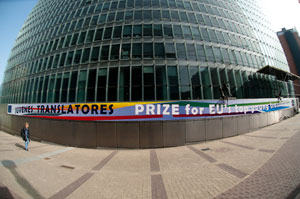

| 1 september - 20 oktober | online inschrijven op de Juvenes Translatores-website                                                                                |
| Eind oktober             | deelnemende scholen worden geloot |
| Eind november            | wedstrijddag – leerlingen van de deelnemende scholen maken onder toezicht van hun docent in heel Europa tegelijkertijd hun vertaling |
| December/januari         | vertalers van DGT beoordelen de inzendingen en kiezen voor elk land de beste vertaling                                               |
| Voorjaar                 | alle 28 winnaars (één per EU-land) reizen naar Brussel om te prijsuitreiking bij te wonen                                            |